# Carlos Imbert
Carlos Imbert (1814-1870) fue un escultor, pintor, músico y matemático francés, radicado en la ciudad española de Vitoria.

## Biografía
Habría nacido en París en 1814. Fue discípulo, y más tarde profesor, de la Academia de Bellas Artes de Vitoria. En 1862, construyó las estatuas que representan a Prudencio María de Verástegui y Miguel Ricardo de Álava en el exterior del palacio de la Diputación de Álava. El salón de sesiones, asimismo, habría estado decorado también con otras seis estatuas suyas. Falleció en la capital alavesa en 1870. Sus restos descansan en el cementerio de Santa Isabel de Vitoria. Fue padre de Daría Imbert Aranguren y abuelo por parte materna del fotógrafo y dibujante Salvador Azpiazu.